# Инах (мифология)
Инах (др.-греч. Ἴναχος) — в древнегреческой мифологии речной бог. Сын Океана и Тефии. Также отцом Инаха называли Энея. Сестра и жена Инаха — Аргия. Отец Форонея и Эгиалея, по одной из версий также отец Ио. По преданию, Инах был рекой и вместе с Кефиссом и Астерионом решал спор между Посейдоном и Герой о владении страной. Объявил землю принадлежащей Гере, и в гневе Посейдон иссушил в ней источники. По другому рассказу, Посейдон наводнением залил большую часть страны. На том месте, откуда стала спадать вода, построили храм Посейдону Просклистию.
Либо Инах был царём, назвал реку Инахос своим именем и учредил жертвоприношения Гере. Есть рассказ, что первые аргивяне, которых Инах привёл с их земель в долину, питались дикими грушами. Построил город Аргос. Согласно Геродоту, его дочь Ио была похищена финикийцами во время их нахождения в Аргосе, в который они прибыли для продажи товара.
Действующее лицо сатировской драмы Софокла «Инах» (фрг. 269—289 Радт) и пьесы неизвестного автора «Ио».